# Aleksandar Milenković
Aleksandar Milenković, cyr. Александар Миленковић (ur. 22 grudnia 1967 w Belgradzie) – serbski biathlonista, kolarz i biegacz narciarski.
W swojej karierze nigdy nie zdobył punktów pucharu świata w biathlonie, nie wziął udziału w żadnych zawodach pucharu świata w biegach narciarskich.
Wziął udział w letnich i zimowych igrzyskach olimpijskich w 1992 roku oraz zimowych igrzyskach w 2006 roku.

## Osiągnięcia

### Biathlon
Igrzyska olimpijskie
| Rok  | Miejscowość | Konkurencje | Konkurencje | Konkurencje | Konkurencje | Konkurencje | Konkurencje | Konkurencje |
| Rok  | Miejscowość | IN          | SP          | PU          | MS          | RL          | MR          | SR          |
| ---- | ----------- | ----------- | ----------- | ----------- | ----------- | ----------- | ----------- | ----------- |
| 2006 | Turyn       | 85.         | 85.         | –           | –           | –           | nd.         | –           |

Mistrzostwa świata
| Rok  | Miejscowość   | Konkurencje | Konkurencje | Konkurencje | Konkurencje | Konkurencje | Konkurencje | Konkurencje |
| Rok  | Miejscowość   | IN          | SP          | PU          | MS          | RL          | MR          | SR          |
| ---- | ------------- | ----------- | ----------- | ----------- | ----------- | ----------- | ----------- | ----------- |
| 2004 | Oberhof       | 107.        | 108.        | –           | –           | –           | nd.         | –           |
| 2005 | Hochfilzen    | 115.        | 114.        | –           | –           | –           | nd.         | –           |
| 2007 | Rasen-Antholz | 109.        | 92.         | –           | –           | –           | –           | –           |
| 2008 | Östersund     | 109.        | 114.        | –           | –           | 24.         | –           | –           |

### Biegi narciarskie
Igrzyska olimpijskie
| Rok  | Miejscowość | Konkurencja             | Pozycja |
| ---- | ----------- | ----------------------- | ------- |
| 1992 | Albertville | 10 km stylem klasycznym | 87.     |
| 1992 | Albertville | 30 km stylem klasycznym | 80.     |
| 1992 | Albertville | 50 km stylem dowolnym   | 65.     |
| 1992 | Albertville | bieg łączony            | 75.     |
| 2006 | Turyn       | 50 km stylem dowolnym   | DNF     |

Mistrzostwa świata
| Rok  | Miejscowość      | Konkurencja            | Pozycja |
| ---- | ---------------- | ---------------------- | ------- |
| 2005 | Oberstdorf       | 15 km stylem dowolnym  | 94.     |
| 2019 | Seefeld in Tirol | Sprint stylem dowolnym | 128.    |

### Kolarstwo szosowe
Igrzyska olimpijskie
| Rok                     | Miejscowość | Konkurencja         | Pozycja |
| ----------------------- | ----------- | ------------------- | ------- |
| 1992                    | Barcelona   | Wyścig indywidualny | 42.     |
| Jazda drużynowa na czas | 18.         |                     |         |